# Hypsicera msana
Hypsicera msana là một loài tò vò trong họ Ichneumonidae.